# کربو (مین)
کربو(به انگلیسی: Caribou) شهری در ایالت مین کشور ایالات متحده آمریکا است که جمعیت آن در سرشماری سال ۲۰۱۰ میلادی، ۸٬۱۸۹ نفر بوده‌است.